# Spurius Furius Medullinus Fusus
Pour les articles homonymes, voir Furius Medullinus.
Spurius Furius Medullinus Fusus est un homme politique romain du Ve siècle av. J.-C., consul en 464 av. J.-C. et suffect en 453 av. J.-C.

## Famille
Il est le frère de Publius Furius Medullinus Fusus, consul en 472 av. J.-C. Les cognomina Medullinus Fusus ont été reconstitués à partir de diverses sources. Denys d'Halicarnasse donne le praenomen Servius au lieu du Spurius.

## Biographie

### Consulat (464)
En 464 av. J.-C., il est élu consul avec Aulus Postumius Albus Regillensis,. Les deux consuls mènent des campagnes séparées contre les Èques, Fusus est envoyé sur le territoire des Herniques,. Les consuls laissent Rome entre les mains de Lucius Valerius Potitus Publicola, nommé Praefectus Urbi.
Son expédition se termine mal et il se retrouve assiégé dans son camp, en infériorité numérique contre les Èques qui ont reçu des renforts envoyés par leurs alliés volsques. À Rome, la menace paraît sérieuse et la patrie romaine est proclamée en danger. Le Sénat donne à Aulus Postumius les pleins pouvoirs afin de prendre toutes les mesures nécessaires pour rétablir la situation. Cependant, cette préfiguration du senatus consultum ultimum n'est peut-être qu'une anticipation anachronique de Tite-Live. Quoi qu'il en soit, Rome envoie Titus Quinctius Capitolinus Barbatus au secours de Fusus, un homme d’expérience avec ses trois consulats. Le Sénat lui confie les pouvoirs (imperium) de proconsul, ce qui ferait de lui le premier promagistrat romain.
Pendant ce temps, le camp de Fusus est toujours assiégé et le consul est blessé. Publius Furius Medullinus Fusus, légat sous les ordres de son frère, est tué durant les combats,. Barbatus parvient finalement jusqu'au camp assiégé, défait les Èques dans une bataille acharnée et sauve Aulus Postumius,.

### Consulat suffect (453)
En 453 av. J.-C., une épidémie de peste ravage Rome. D'après Denys d'Halicarnasse, un Spurius Fusus, probablement le même personnage que le consul de 464 av. J.-C., est désigné comme consul suffect pour remplacer le consul Sextus Quinctilius Varus, tué par l'épidémie,. Fusus finit également par mourir de maladie.

### Auteurs antiques
- Tite-Live, Histoire romaine, Livre III, 4-5 sur le site de l'Université de Louvain
- Diodore de Sicile, Histoire universelle, Livre XI, 32 sur le site de Philippe Remacle
- (en) Denys d'Halicarnasse, Antiquités romaines, Livre IX, 50-71 et Livre X, 45-63 sur le site LacusCurtius

### Auteurs modernes
- (en) T. Robert S. Broughton, The Magistrates of the Roman Republic : Volume I, 509 B.C. - 100 B.C., New York, The American Philological Association, coll. « Philological Monographs, number XV, volume I », 1951, 578 p.